# Bellary
Bellary (in lingua kannada: ಬಳ್ಳಾರಿ) è una città dell'India di 317.000 abitanti, capoluogo del distretto di Bellary, nello stato federato del Karnataka. In base al numero di abitanti la città rientra nella classe I (da 100.000 persone in su). 

## Geografia fisica
La città è situata a 15° 9' 0 N e 76° 55' 60 E e ha un'altitudine di 444 m s.l.m..

## Società

### Evoluzione demografica
Al censimento del 2001 la popolazione di Bellary assommava a 317.000 persone, delle quali 163.082 maschi e 153.918 femmine. I bambini di età inferiore o uguale ai sei anni assommavano a 39.147, dei quali 20.397 maschi e 18.750 femmine. Infine, coloro che erano in grado di saper almeno leggere e scrivere erano 207.348, dei quali 118.362 maschi e 88.986 femmine.

## Luoghi di interesse

### Forte di Bellary

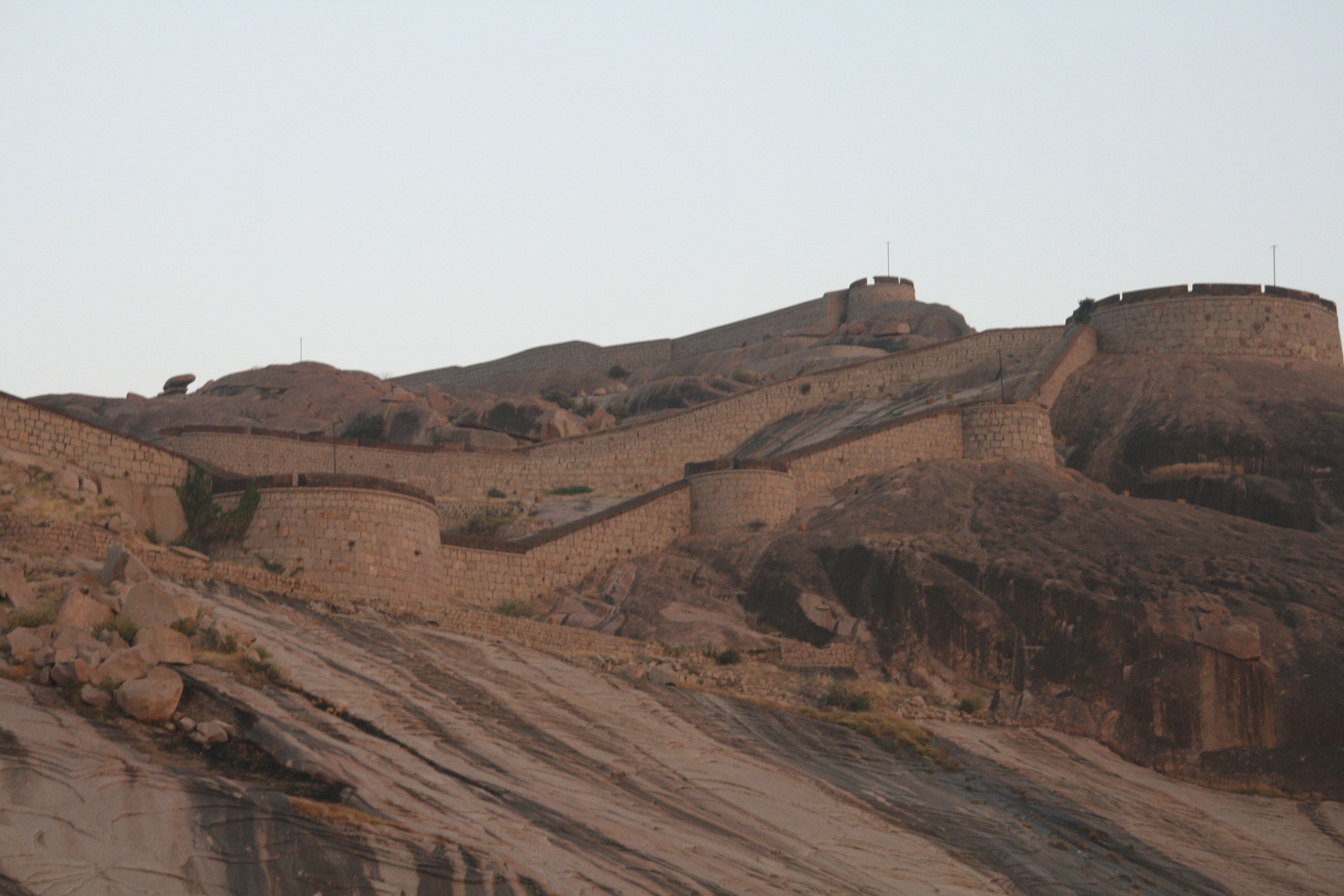
Il forte di Bellary.

Il forte fu costruito da Hanumappa Nayaka, un feudatario dell'Impero Vijayanagara. Nel 1769 fu conquistato da Hyder Ali, sultano del regno di Mysore, che iniziò una restaurazione anche con l'ausilio di tecnici francesi.